# Arnold Edwin Victor Richardson
Arnold Edwin Victor Richardson (12 september 1883 - 5 december 1949) was een Australische wetenschapper die bekendstaat om zijn onderzoek naar droge landbouw. Hij was oprichtend directeur van het Waite Research Institute en daarna directeur van de organisatie die nu bekendstaat als CSIRO.

## Geschiedenis
Richardson werd geboren in Thebarton, een buitenwijk van Adelaide in Zuid-Australië. Hij was de zoon van George Edwin Richardson, uitvinder en ijzerbewerker, en Louisa Richardson-Mansfield. George Edwin, die met zijn ouders in mei 1849 in Zuid-Australië aankwam op de William Hyde, was in 1881 eigenaar van Port Road Steam Works en uitvinder van een verbeterde machine voor het maken van stenen, een verbeterde direct werkende stempelmolen, en een automatische spoorwegkoppeling.
Arnold werd opgeleid aan de Adelaide Landbouwschool, waar hij vier termijnen lang de beste leerling van zijn klas was. Hij ontving daar de gouden medaille van de school en een beurs voor de Roseworthy Landbouwschool, waar hij een eersteklas diploma behaalde in 1902. Datzelfde jaar keerde hij terug naar de Adelaide Landbouwschool om Andrew Ferguson te assisteren in wat het laatste jaar bleek te zijn waarin lessen in agricultuur werden aangeboden. Hij kwam bij de afdeling Onderwijs als student-docent om gebruik te maken van gratis collegegeld aan de Universiteit van Adelaide, waar hij volgens de Public Service Review "een van de meest getalenteerde studenten [was] die de Universiteit van Adelaide heeft voortgebracht". Hij haalde zijn BA in 1907, zijn BSc in 1908, en zijn MA in 1909. Zijn proefschrift over "De maalkwaliteiten en chemische eigenschappen van meel uit hoge en lage kwaliteit tarwe" werd geprezen door de beoordelaars van de Universiteit van Sydney. Hij was medewinnaar van de John Howard Clark Scholarship for English Literature in 1907. Zijn onderwijstaken brachten hem naar Moonta Mines en de openbare scholen van Port Adelaide, waarna hij zich aansloot bij het University Training College, waar hij werd aangesteld als assistent-docent.

## Carrière
In 1908 accepteerde Richardson de functie van adjunct-directeur van landbouw en was hij betrokken met het onderzoek van de directeur, professor William Angus. In 1909 vestigde hij zich op de Parafield Experimental Farm, waar hij verantwoordelijk was voor de veredeling van verschillende nieuwe tarwesoorten. Tussen het aftreden van Angus en de benoeming van professor William Lowrie trad hij in 1911 enkele maanden op als landbouwdirecteur.
In juni 1911 werd Richardson benoemd tot landbouwinspecteur en hoofd van de afdeling landbouw in Victoria. Hij richtte onderzoeksstations op in Werribee en Rutherglen en deed veel om de antipathie van boeren tegenover moderne landbouwmethoden om te keren. Van 1917 tot 1919 doceerde hij parttime aan de Universiteit van Melbourne en werd hij benoemd tot directeur van de School van Agricultuur, en toen de Faculteit Landbouw werd opgericht, werd hij benoemd tot inaugurele decaan. In 1924 verleende de universiteit hem de eer van Doctor of Science.
In 1924 aanvaardde hij de functie van Professor van Landbouw bij de Universiteit van Adelaide, en keerde terug naar Zuid-Australië om de eerste directeur van het Waite Agricultural Research Institute te worden. Hij deed onderzoek naar de water- en stikstofbehoefte van verschillende gewassen. Hij was afgevaardigde van het Gemenebest op de eerste Imperial Agricultural Research Conference in Londen in 1927, en in 1932 was hij een van de officiële adviseurs van de Australische delegatie op de Imperial Economic Conference in Ottawa.

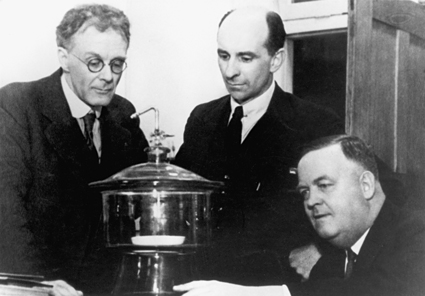
George Julius, Rivett, Richardson

In 1938 werd hij benoemd tot plaatsvervangend algemeen directeur voor CSIR en in 1946 werd hij bevorderd tot algemeen directeur, als opvolger van David Rivett, die tot voorzitter was benoemd.
In 1948 werd het CSIR ervan verdacht geheimen uit te lekken door communistische invloeden. Hierdoor plaatste de Chifley Labour-regering het CSIR onder een vijfkoppige directie. Rivett weigerde onder dit regime door te gaan en nam in maart 1949 ontslag. Richardson volgde, onder vermelding van gezondheidsredenen. Richardson stierf vijf maanden later. Rivett's zoon Rohan Rivett twijfelde er echter niet aan dat beide aftreden in protest waren tegen de inmenging van de regering in het functioneren van de organisatie, die naar de visie van de oprichter Stanley Bruce onafhankelijk zou functioneren van de overheid.

## Familie
Hij trouwde op 30 september 1909 met Lilian Moonta Lucas (4 april 1879 - 30 juni 1976). Lilian, een bekende concertzanger, was ook componist van een lied dat ze presenteerde aan de Boy Scouts of America. Ze kregen op 27 december 1911 een dochter, Yvonne Lilian Lucas Richardson.

## Herkenning
- Hij werd in 1938 benoemd tot Companion van de Orde van Sint-Michaël en Sint-George
- Het AEV Richardson Laboratory van het Waite Institute is naar hem vernoemd.[16]
- Een portret, misschien door Harold Septimus Power geschilderd,[17] hangt in het CSIRO-gebouw in East Melbourne.
- Richardson Street in de buitenwijk Canranra van Garran is naar hem vernoemd, en ook naar Henry Handel Richardson.[18]

- Australian Dictionary of Biography: richardson-arnold-edwin-victor-8198
- International Standard Name Identifier: 0000 0000 6606 0226
- Library of Congress Control Number: no2014049491
- Nationale bibliotheek van Australië: 35690998
- Trove: 556233
- Virtual International Authority File: 93118976
- WorldCat: E39PBJtxk3B9pQ9TDCHr7dMtrq